# Michael Adams
Michael Adams (nascut el 17 de novembre de 1971 a Truro, Cornualla, Anglaterra), és un jugador d'escacs anglès, que té el títol de Gran Mestre des de 1989. Quatre cops Campió de la Gran Bretanya, ha arribat també diversos cops a ser el jugador número 4 del món segons la classificació de la FIDE, entre l'octubre de 2000 i l'octubre de 2002. És considerat per algunes fonts com el millor escaquista anglès de tots els temps.
Ha aconseguit bons resultats en torneigs pel Campionat del món. Diversos cops Candidat, assolí les semifinals els anys 1997, 1999 i 2000. Al Campionat del món de la FIDE de 2004, va arribar a la final, perdent per poc contra Rustam Kassimdjanov en les partides de desempat.
A la llista d'Elo de la FIDE del maig de 2022, hi tenia un Elo de 2698 punts, cosa que en feia el jugador número 1 (en actiu) d'Anglaterra, i el 38è millor jugador del rànquing mundial. El seu màxim Elo va ser de 2761 punts, a la llista de setembre de 2013 (posició 13 al rànquing mundial).

## Els inicis
El 1980 Adams era ja una jove promesa, i se li va assignar com a entrenador Shaun Taulbut, que només dos anya abans havia estat campió d'Europa juvenil. Adams va guanyar el Campionat de la Gran Bretanya absolut el 1989 quan tenia només disset anys. En aquest campionat, tot i que hi ha participat pocs cops, va tornar a guanyar el 1997, empatat amb Matthew Sadler, i novament per tercer cop el 2010. Adams va guanyar també el Campionat de ràpides de la Gran Bretanya tres cops, els anys 1995, 1996 i 1999.
Dos llibres escrits conjuntament amb el seu pare, Bill Adams, Development of a Grandmaster (1991) i Chess in the Fast Lane (1996), relaten els inicis de la seva carrera escaquística.

## Candidat al Campionat del món
Adams ha obtingut bons resultats en els torneigs dels cicles pel Campionat del món.
El 1993 acabà en primer lloc (empatat amb Viswanathan Anand) a l'Interzonal de Groningen, que servia per determinar els aspirants al títol al Campionat del món clàssic de 1995. Aquest resultat li va permetre de jugar els matx de Candidats, en què va derrotar Serguei Tiviàkov en els quarts de final, però va perdre davant Anand a les semifinals. També es va classificar per al Torneig de Candidats per al Campionat del món de la FIDE de 1996, però perdé contra Borís Guélfand a la primera ronda de matxs eliminatoris.
El 1997, va participar en el Campionat del món de la FIDE 1997-1998, que, per primer cop, es va organitzar com un torneig d'eliminació directa, en què el guanyador jugaria un matx contra el campió regnant, Anatoli Kàrpov. En aquest torneig, en què hi van participar la major part dels millors jugadors del món (les úniques absències notables foren les de Garri Kaspàrov, Vladímir Kràmnik i Gata Kamsky), Adams hi va guanyar matxs curts contra Tàmaz Guiorgadze, Serguei Tiviàkov, Piotr Svídler, Loek van Wely i Nigel Short, i arribà a la final contra Anand, en la qual varen entaular les seves quatre partides a ritme de temps normal, així com les quatre ràpides posteriors. Finalment, Anand va guanyar la partida jugada a mort sobtada, eliminant així Adams de la competició.

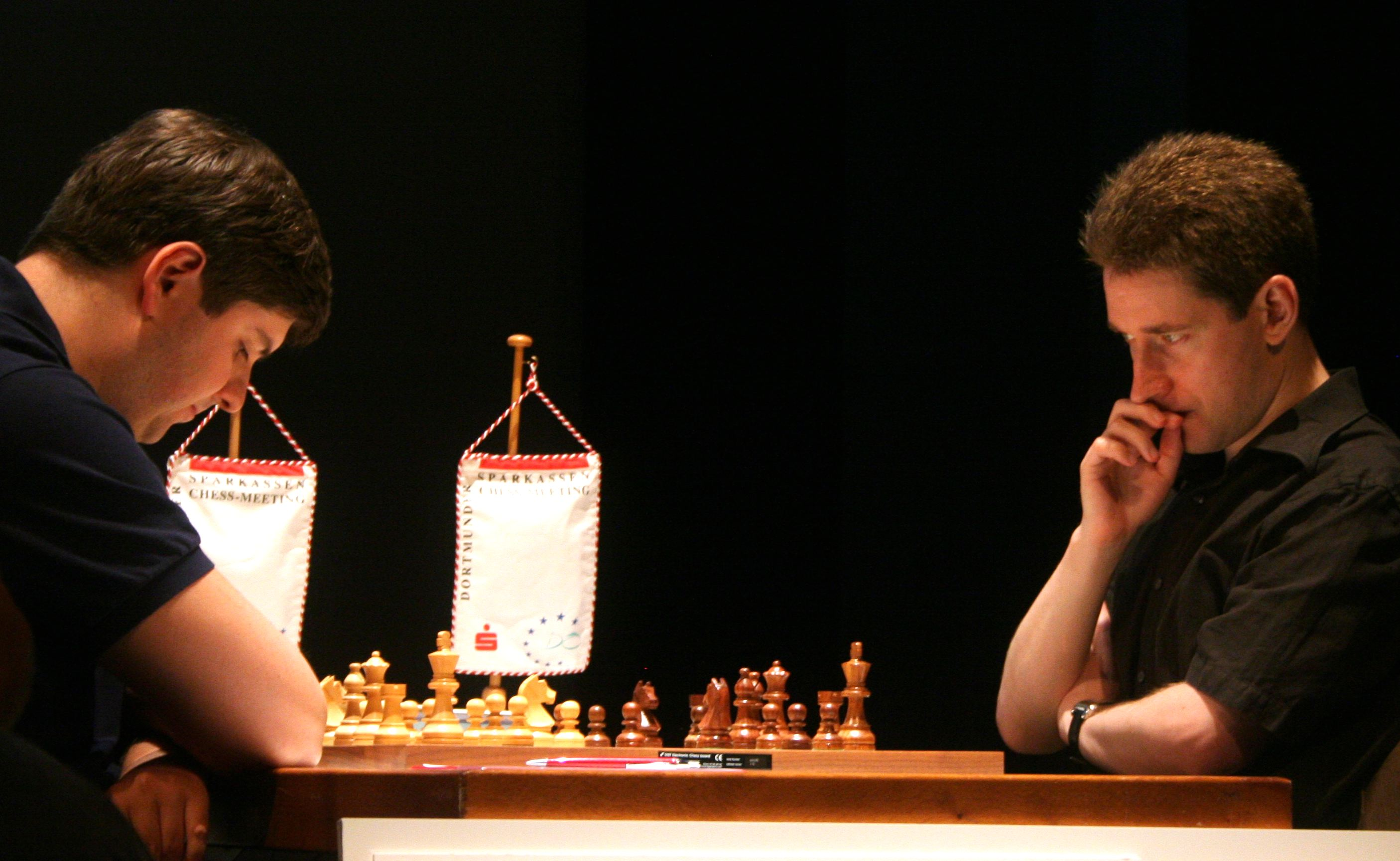
Adams (a la dreta), jugant contra Piotr Svídler, a Dortmund, 2006

En el Campionat del món de la FIDE de 1999 Adams va tornar a arribar a la semifinal, en què perdé contra Vladímir Akopian. Una vegada més, va arribar a les semifinals en el Campionat del món de la FIDE de 2000, on perdé contra Anand (el finalment nou campió mundial). Al Campionat del món de la FIDE de 2002, va passar les tres primeres rondes, abans de ser eliminat a vuitens de final per Piotr Svídler.
Adams es va acostar més a l'obtenció del títol mundial en el Campionat del món de la FIDE de 2004, quan va arribar a la final, guanyant successivament els seus matxs contra Hussein Asabri, Karèn Asrian, Hichem Hamdouchi, Hikaru Nakamura, Vladímir Akopian i Teimur Radjàbov. No obstant això, va perdre contra Rustam Kassimdjanov a la final (per 3½-4½ en el desempat a partides ràpides, després d'haver empatat 3-3 les sis partides disputades a ritme normal). Com a finalista en l'edició de 2004, Adams va ser un dels vuit jugadors convidats al Campionat del món de la FIDE de 2005, (disputat per torneig Round Robin de 8 jugadors a doble volta), en què va acabar empatat als llocs sisè a setè, amb una puntuació de 5½ de 14 (el guanyador, i nou campió del món de la FIDE, fou Vesselín Topàlov). En 2005, el programa Hydra, utilitzat en un mainframe amb 32 processadors va guanyar Michael Adams amb la devastadora puntuació de 5½ x ½.
El maig-juny de 2007, Adams va participar en el Torneig de Candidats per tenir dret a disputar el Campionat del món de 2007. A la primera ronda va empatar 3-3 amb l'espanyol Aleksei Xírov, però va perdre el desempat a ràpides per 2½-½.
Entre l'agost i el setembre de 2011 participà en la Copa del món de 2011, a Khanti-Mansisk, un torneig del cicle classificatori pel Campionat del món de 2013, i hi tingué una mala actuació; avançà fins a la segona ronda, quan fou eliminat per Peter Heine Nielsen (1½-2½).

## Altres resultats destacats en competició
El 2003, fou segon a la cinquena edició del torneig d'Enghien-les-Bains, a França, rere el rus Ievgueni Baréiev.
L'octubre de 2007 va guanyar la Copa d'Europa de clubs d'escacs, formant part del club Linex Magic de Mèrida, El febrer de 2013 fou quart al primer Grenke Chess Classic, un torneig de categoria XIX (el campió fou Wiswanathan Anand). Entre abril i maig de 2013 participà en el fort Memorial Alekhine, i hi empatà als llocs 4t a 8è, amb 4½/9 punts. L'agost de 2013 guanyà el fort Torneig Dortmund Sparkassen, amb 7 de 9 punts, mig per damunt de Vladímir Kràmnik.
Entre el 2 i el 9 de febrer de 2015 empatà al 3r-4t lloc al fort Grenke Chess Classic, un Cat. XX (el campió fou Magnus Carlsen).
L'agost del 2016 a Bournemouth fou per cinquè cop campió de la Gran Bretanya destacat amb 10 punts d'11 partides, un punt i mig per davant de l'immediat perseguidor David Howell i igualant el rècord de victòria amb Julian Hodgson.
El març de 2019 fou membre de l'equip anglès que va quedar segon al Campionat del món per equips a Astanà.